# Gwendal Bisch
Gwendal Bisch (Estrasburgo, 26 de agosto de 1998) es un deportista francés que compite en saltos de trampolín. Ganó una medalla de oro en el Campeonato Europeo de Natación de 2024, en la prueba de trampolín 3 m.

## Palmarés internacional
| Campeonato Europeo | Campeonato Europeo | Campeonato Europeo | Campeonato Europeo |
| Año                | Lugar              | Medalla            | Prueba             |
| ------------------ | ------------------ | ------------------ | ------------------ |
| 2024               | Belgrado (Serbia)  | Medalla de oro     | Trampolín 3 m      |